# Troiano Acquaviva d'Aragona
Troiano Acquaviva d'Aragona (Atri o Nápoles, 14 de enero de 1696 - Roma, 20 de marzo de 1747) fue un eclesiástico italiano, arzobispo de Monreale y cardenal.

## Biografía
Hijo del duque de Atri Giovan Girolamo y de su segunda esposa Eleonora Spinelli, a los catorce años se trasladó con la familia a Roma, donde se inició en la carrera eclesiástica bajo la protección de su tío Francesco, quien tras desempeñar durante varios años la nunciatura en España había sido creado cardenal por Clemente XI. 
En 1712 viajó a España comisionado por el papa para entregar la birreta al arzobispo de Sevilla Manuel Arias, fue vicelegado en Bolonia, gobernador de Ancona en tiempos de Inocencio XIII y maestro de cámara de Benedicto XIII. 
Ordenado sacerdote en 1729, ese mismo año fue nombrado obispo titular de Filippopoli en Arabia, prefecto de la Casa Pontificia, asistente al trono pontificio y prefecto del palacio apostólico, y en 1730 promovido a la sede titular de Larissa. 
Clemente XII le creó cardenal en el consistorio de noviembre de 1732 con título de SS. Quirico y Giulita, que en enero siguiente cambió por el de Santa Cecilia. Fue viceprotector de los franciscanos conventuales, embajador de España ante la Santa Sede, protector del reino de Nápoles y Sicilia, arcediano de Toledo, y desde 1739 arzobispo de Monreale. 
Participó en el cónclave de 1740 en que fue elegido papa Benedicto XIV, fue co-protector del reino de España desde 1743 y Camarlengo del Colegio Cardenalicio en 1744. 
Fallecido en 1747 a los 53 años de edad tras una larga enfermedad, fue sepultado en la Basílica de Santa Cecilia en Trastevere. 